# Sugar Ray Leonard
Ray Charles Leonard (n. 17 mai 1956, Wilmington⁠(d), Carolina de Nord, SUA), cunoscut ca „Sugar” Ray Leonard, este un fost boxer profesionist, orator motivațional și actor ocazional american. Adesea considerat unul dintre cei mai mari boxeri din toate timpurile, a boxat din 1977 până în 1997, câștigând titluri mondiale la cinci categorii de greutate; campionatul liniar la trei categorii de greutate, precum și titlul de campion necontestat la categoria semimijlocie. Leonard a făcut parte din „The Fabulous Four”, un grup de boxeri care a boxat unul cu altul în anii 1980, format din el însuși, Roberto Durán, Thomas Hearns și Marvin Hagler. 
„The Fabulous Four” a creat un val de popularitate în clasele de greutate mai mici păstrând boxul relevant în epoca post-Muhammad Ali, în timpul căruia Leonard a învins viitorii colegi incluși în International Boxing Hall of Fame Hearns, Durán, Hagler și Wilfred Benítez. Leonard a fost, de asemenea, primul boxer care a câștigat mai mult de 100 de milioane de dolari și a fost numit „boxerul deceniului” în anii 1980. Revista The Ring l-a numit Boxerul Anului în 1979 și 1981, în timp ce Boxing Writers Association of America (BWAA) l-a numit boxer al anului în 1976, 1979 și 1981.

## Rezultate în boxul profesionist
| Nmr. | Rez.       | La general | Adversar             | Tip | Runda, timp   | Data         | Locație                                                        | Note                                                                               |
| ---- | ---------- | ---------- | -------------------- | --- | ------------- | ------------ | -------------------------------------------------------------- | ---------------------------------------------------------------------------------- |
| 40   | Înfrângere | 36–3–1     | Héctor Camacho       | TKO | 5 (12), 1:08  | Mar 1, 1997  | Convention Hall, Atlantic City, New Jersey, U.S.               | For IBC middleweight title                                                         |
| 39   | Înfrângere | 36–2–1     | Terry Norris         | UD  | 12            | Feb 9, 1991  | Madison Square Garden, New York City, New York, U.S.           | For WBC light middleweight title                                                   |
| 38   | Victorie   | 36–1–1     | Roberto Durán        | UD  | 12            | Dec 7, 1989  | The Mirage, Paradise, Nevada, U.S.                             | Retained WBC super middleweight title                                              |
| 37   | Remiză     | 35–1–1     | Thomas Hearns        | SD  | 12            | Jun 12, 1989 | Caesars Palace, Paradise, Nevada, U.S.                         | Retained WBC super middleweight title; For WBO super middleweight title            |
| 36   | Victorie   | 35–1       | Donny Lalonde        | TKO | 9 (12), 2:30  | Nov 7, 1988  | Caesars Palace, Paradise, Nevada, U.S.                         | Won WBC light heavyweight and vacant WBC super middleweight titles                 |
| 35   | Victorie   | 34–1       | Marvin Hagler        | SD  | 12            | Apr 6, 1987  | Caesars Palace, Paradise, Nevada, U.S.                         | Won WBC, The Ring, and lineal middleweight titles                                  |
| 34   | Victorie   | 33–1       | Kevin Howard         | TKO | 9 (10), 2:27  | 11 mai 1984  | Centrum, Worcester, Massachusetts, U.S.                        |                                                                                    |
| 33   | Victorie   | 32–1       | Bruce Finch          | TKO | 3 (15), 1:50  | Feb 15, 1982 | Centennial Coliseum, Reno, Nevada, U.S.                        | Retained WBA, WBC, The Ring, and lineal welterweight titles                        |
| 32   | Victorie   | 31–1       | Thomas Hearns        | TKO | 14 (15), 1:45 | Sep 16, 1981 | Caesars Palace, Paradise, Nevada, U.S.                         | Retained WBC, The Ring, and lineal welterweight titles; Won WBA welterweight title |
| 31   | Victorie   | 30–1       | Ayub Kalule          | TKO | 9 (15), 3:06  | Jun 25, 1981 | Astrodome, Houston, Texas, U.S.                                | Won WBA, The Ring, and lineal light middleweight titles                            |
| 30   | Victorie   | 29–1       | Larry Bonds          | TKO | 10 (15), 2:22 | Mar 28, 1981 | Carrier Dome, Syracuse, New York, U.S.                         | Retained WBC, The Ring, and lineal welterweight titles                             |
| 29   | Victorie   | 28–1       | Roberto Durán        | RTD | 8 (15), 2:44  | Nov 25, 1980 | Superdome, New Orleans, Louisiana, U.S.                        | Won WBC, The Ring, and lineal welterweight titles                                  |
| 28   | Înfrângere | 27–1       | Roberto Durán        | UD  | 15            | Jun 20, 1980 | Olympic Stadium, Montreal, Quebec, Canada                      | Lost WBC, The Ring, and lineal welterweight titles                                 |
| 27   | Victorie   | 27–0       | Dave Boy Green       | KO  | 4 (15), 2:27  | Mar 31, 1980 | Capital Centre, Landover, Maryland, U.S.                       | Retained WBC, The Ring, and lineal welterweight titles                             |
| 26   | Victorie   | 26–0       | Wilfred Benítez      | TKO | 15 (15), 2:54 | Nov 30, 1979 | Caesars Palace, Paradise, Nevada, U.S.                         | Won WBC, The Ring, and lineal welterweight titles                                  |
| 25   | Victorie   | 25–0       | Andy Price           | KO  | 1 (12), 2:52  | Sep 28, 1979 | Caesars Palace, Paradise, Nevada, U.S.                         | Retained NABF welterweight title                                                   |
| 24   | Victorie   | 24–0       | Pete Ranzany         | TKO | 4 (12), 2:41  | Aug 12, 1979 | Caesars Palace, Paradise, Nevada, U.S.                         | Won NABF welterweight title                                                        |
| 23   | Victorie   | 23–0       | Tony Chiaverini      | RTD | 4 (10)        | Jun 24, 1979 | Caesars Palace, Paradise, Nevada, U.S.                         |                                                                                    |
| 22   | Victorie   | 22–0       | Marcos Geraldo       | UD  | 10            | 20 mai 1979  | Riverside Centroplex, Baton Rouge, Louisiana, U.S.             |                                                                                    |
| 21   | Victorie   | 21–0       | Adolfo Viruet        | UD  | 10            | Apr 21, 1979 | Dunes, Paradise, Nevada, U.S.                                  |                                                                                    |
| 20   | Victorie   | 20–0       | Daniel Aldo Gonzalez | TKO | 1 (10), 2:03  | Mar 24, 1979 | Community Center, Tucson, Arizona, U.S.                        |                                                                                    |
| 19   | Victorie   | 19–0       | Fernand Marcotte     | TKO | 8 (10), 2:33  | Feb 11, 1979 | Convention Center, Miami Beach, Florida, U.S.                  |                                                                                    |
| 18   | Victorie   | 18–0       | Johnny Gant          | TKO | 8 (12), 2:57  | Jan 11, 1979 | Capital Centre, Landover, Maryland, U.S.                       |                                                                                    |
| 17   | Victorie   | 17–0       | Armando Muniz        | RTD | 6 (10), 3:00  | Dec 9, 1978  | Civic Center, Springfield, Massachusetts, U.S.                 |                                                                                    |
| 16   | Victorie   | 16–0       | Bernardo Prada       | UD  | 10            | Nov 3, 1978  | Cumberland County Civic Center, Portland, Maine, U.S.          |                                                                                    |
| 15   | Victorie   | 15–0       | Randy Shields        | UD  | 10            | Oct 6, 1978  | Civic Center, Baltimore, Maryland, U.S.                        |                                                                                    |
| 14   | Victorie   | 14–0       | Floyd Mayweather Sr. | TKO | 10 (10), 2:16 | Sep 9, 1978  | Civic Center, Providence, Rhode Island, U.S.                   |                                                                                    |
| 13   | Victorie   | 13–0       | Dicky Eklund         | UD  | 10            | Jul 18, 1978 | John B. Hynes Memorial Auditorium, Boston, Massachusetts, U.S. |                                                                                    |
| 12   | Victorie   | 12–0       | Rafael Rodriguez     | UD  | 10            | Jun 3, 1978  | Civic Center, Baltimore, Maryland, U.S.                        |                                                                                    |
| 11   | Victorie   | 11–0       | Randy Milton         | TKO | 8 (10), 2:55  | 13 mai 1978  | Memorial Auditorium, Utica, New York, U.S.                     |                                                                                    |
| 10   | Victorie   | 10–0       | Bobby Haymon         | RTD | 3 (10)        | Apr 13, 1978 | Capital Centre, Landover, Maryland, U.S.                       |                                                                                    |
| 9    | Victorie   | 9–0        | Javier Muniz         | KO  | 1 (8), 2:45   | Mar 19, 1978 | Veterans Memorial Coliseum, New Haven, Connecticut, U.S.       |                                                                                    |
| 8    | Victorie   | 8–0        | Art McKnight         | TKO | 7 (8), 1:52   | Mar 1, 1978  | Hara Arena, Dayton, Ohio, U.S.                                 |                                                                                    |
| 7    | Victorie   | 7–0        | Rocky Ramon          | UD  | 8             | Feb 4, 1978  | Civic Center, Baltimore, Maryland, U.S.                        |                                                                                    |
| 6    | Victorie   | 6–0        | Hector Diaz          | KO  | 2 (8), 2:20   | Dec 17, 1977 | D.C. Armory, Washington, D.C., U.S.                            |                                                                                    |
| 5    | Victorie   | 5–0        | Augustin Estrada     | KO  | 6 (8), 1:54   | Nov 5, 1977  | Caesars Palace, Paradise, Nevada, U.S.                         |                                                                                    |
| 4    | Victorie   | 4–0        | Frank Santore        | KO  | 5 (8), 2:55   | Sep 24, 1977 | Civic Center, Baltimore, Maryland, U.S.                        |                                                                                    |
| 3    | Victorie   | 3–0        | Vinnie DeBarros      | TKO | 3 (6), 1:59   | Jun 10, 1977 | Civic Center, Hartford, Connecticut, U.S.                      |                                                                                    |
| 2    | Victorie   | 2–0        | Willie Rodriguez     | UD  | 6             | 14 mai 1977  | Civic Center, Baltimore, Maryland, U.S.                        |                                                                                    |
| 1    | Victorie   | 1–0        | Luis Vega            | UD  | 6             | Feb 5, 1977  | Civic Center, Baltimore, Maryland, U.S.                        | Professional debut                                                                 |

## Legături externe
- Site web oficial
- Profilul lui Sugar Ray Leonard pe boxrec.com
- Sugar Ray Leonard's Amateur Boxing Record
- Sugar Ray Leonard in-depth interview about alcohol, cocaine, and being a champion
- en Sugar Ray Leonard la Olympedia.org